# Opuntia rileyi
Opuntia rileyi ist eine Pflanzenart in der Gattung der Opuntien (Opuntia) aus der Familie der Kakteengewächse (Cactaceae). Das Artepitheton rileyi ehrt die britischen Botaniker Lawrence Athelstan Molesworth Riley (1888–1928).

## Beschreibung
Opuntia rileyi wächst baumförmig und erreicht Wuchshöhen von 2 bis 3 Meter. Die flaumigen, schmal verkehrt eiförmigen Triebabschnitte sind 13 bis 32 Zentimeter lang und 9 bis 13 Zentimeter breit. Die kleine Areolen sind weißlich. Ihre gelben Glochiden vergrauen im Alter. Der meist einzelne abwärts gerichtete und nahezu parallel zur Trieboberfläche verlaufende Dorn ist weißlich.
Die Blüten sind gelb und erreichen einen Durchmesser von bis zu 7 Zentimeter. Über die Früchte ist nichts bekannt.

## Verbreitung und Systematik
Opuntia rileyi ist im mexikanischen Bundesstaat Sinaloa entlang der Küste verbreitet. 
Die Erstbeschreibung durch Jesús González Ortega wurde 1929 veröffentlicht. Ein nomenklatorisches Synonym ist Opuntia tomentosa var. rileyi (J.G.Ortega) Backeb. (1958).

## Nachweise